# روش دسترسی به کانال
روش دسترسی به کانال (به انگلیسی: channel access method) در مخابرات و شبکه رایانه‌ای برای چندین پایانه، استفاده از  پهنای باند یک رسانهٔ چند نقطه‌ای به صورت مشترک را امکان‌پذیر می‌کند. شبکه بی‌سیم، شبکه باس، شبکه حلقه‌ای، ارتباط دوطرفه و یک‌طرفه از این  روش استفاده می‌کنند.
روش دسترسی به کانال بر پایهٔ تسهیم‌سازی صورت می‌گیرید. تسهیم‌سازی اجازه استفاده مشترک از یک کانال مخابراتی را به کاربران می‌دهد.
تسهیم‌سازی در اینجا در لایه فیزیکی انجام می‌شود.
شمای دسترسی به کانال برپایه روش‌های کنترل و پروتکل دسترسی چندگانه با نام کنترل دسترسی رسانه (به انگلیسی: MAC) نیز استوار است.
این پروتکل با مباحثی مانند آدرس‌دهی، تخصیص کانال به کاربران گوناگون و جلوگیری از برخورد کاربران سر و کار دارد.
لایه MAC زیرلایهٔ لایه ۲ (لایه پیوندداده) از مدل مرجع اتصال داخلی سیستم‌های باز مربوط به لایه پیوند در مجموعه پروتکل اینترنت (به انگلیسی: TCP/IP) است.

## گونه‌های دسترسی کانال
چهار نوع دسترسی به کانال وجود دارد:
- FDMA یا دسترسی چندگانه با تقسیم فرکانس
- TDMA یا دسترسی چندگانه با تقسیم زمان
- CDMA یا دسترسی چندگانه با تقسیم کد
- SDMA یا دسترسی چندگانه با تقسیم فضا